# Швейцария (ландшафт)

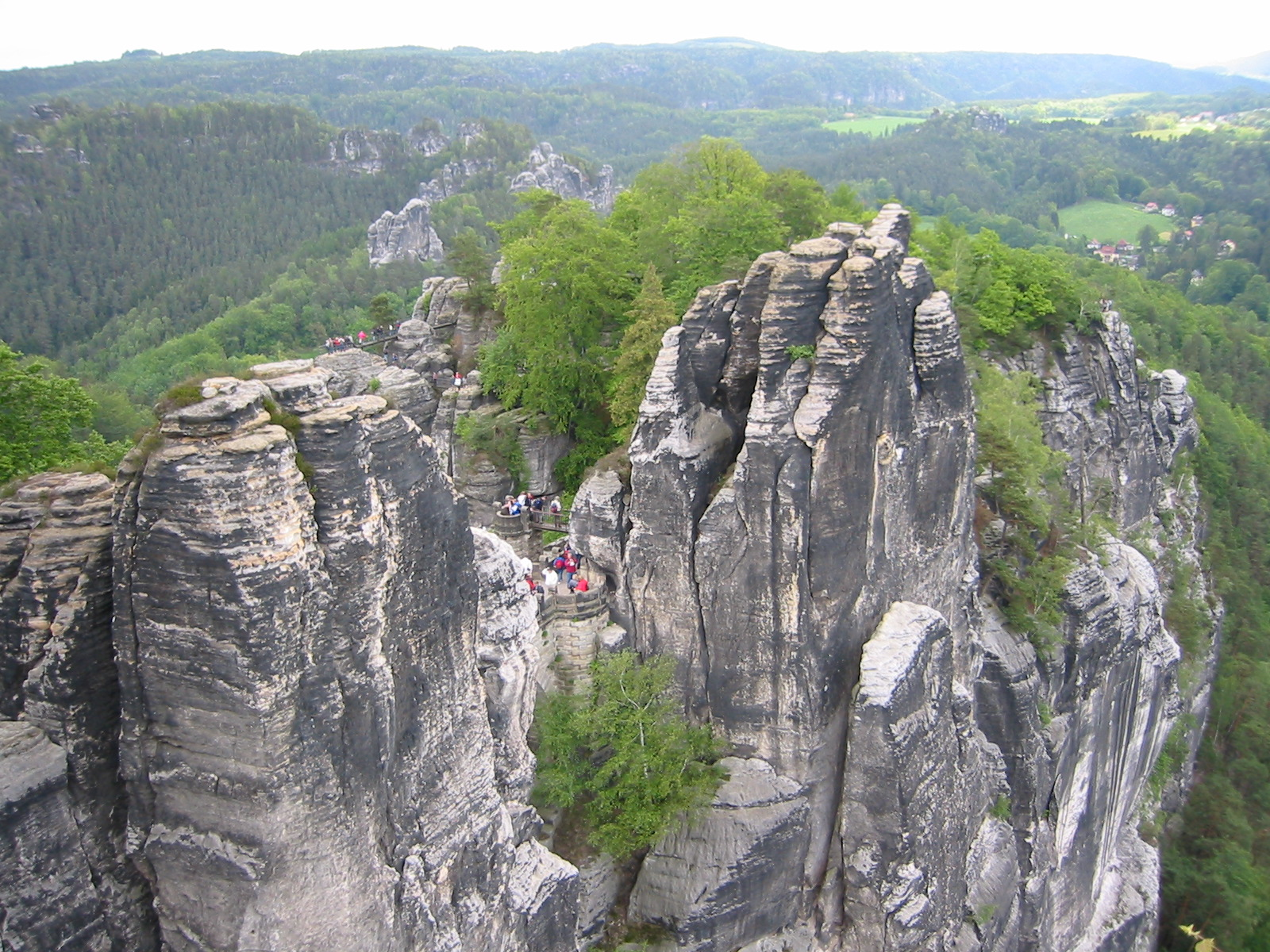
Типичный «швейцарский ландшафт» (Вид с Бастая в Саксонской Швейцарии).

Швейцария — обозначение определённого типа ландшафта, невысоких лесистых гор, похожих на ландшафт самой страны Швейцарии. Это не строгий географический термин, а скорее романтический эпитет, который однако широко использовался начиная с 19-го века для обозначения природных живописных местностей, представляющих интерес для туристов.
Во всём мире существует как минимум 191 «Швейцария», из них в одной лишь Германии 67. Самыми знаменитыми Швейцариями являются Саксонская и Франконская Швейцарии.